# Медицинска етика
Медицинска етика, също и като медицинска деонтология, е дисциплина и система от етични принципи и правила, които отговарят за прилагането хуманните, свързаните с грижата за човека, ценностни и морални възгледи в лекарската и медицинската практика. Като научна дисциплина медицинската етика обхваща практиката, включително клиничната практика и прилагането при тях на тези правила, както и изследвания в областта на медицинската история, както и история на медицинската етика, и интердисциплинарни изследвания с философска, социологическа и теологическа насоченост.
Тъй като медицинската етика е обвързана с всички аспекти на медицинаската практика, нормите които тя определя са обхващащи за цялата сфера на здравеопазването. Медицинската етика се е развила от лекарската етика, но се отнася до всички действащи лица в здравеопазването – институции, организации, тя също е свързана и с пациентите.
Основни ценности са:
- благополучието и благоденствието на пациента,
- забраната да се вреди („primum non nocere“, който произтича от Хипократовия принцип „Не вреди!“, Далай Лама също казва „Ако можеш – помогни на другите, но ако не можеш да направиш това, поне не им нанасяй вреда“) и
- правото на самоопределяне на пациентите (принципът на автономия),
- и в по-общ план принципът за човешкото достойнство.

## Хипократова клетва
В почти всички медицински факултети по света, съществува практиката при която лекарите дават клетва за себеангажираност в лекарската си практика и в отношението си към пациента и лекарското съсловие. В България това е Хипократовата клетва (оригинално създадена още около 4 век пр.н.е.). Тя е публикувана в Женевската декларация на Световния лекарски съюз (1948, 1968, 1983).

## История
Програми и опити с хора в националсоциализма, японски експерименти с военнопленници са последвани от Нюрнбергския лекарски процес (1947), на който е съставен и Нюрнбергският кодекс, който дава основата за провеждане на необходими и етически сдържани медицински опити с хора. Световният лекарски съюз издава през 1964 „Декларация за етичните закони при медицински изследвания на човека“ (декларация от Хелзинки), която по-късно е актуализирана и приложена в много страни, в това число и в България.

## Пропуски
И през втората половина на 20 век, въпреки приемането на множество международни декларации и правила, има случаи при които медицинската етика е нарушена, такива примери са прилагането, незаконно, на евтаназия, злоупотреба с психиатрията в Съветския съюз, изследователски експерименти в САЩ и други.